# Uriel de Rezende Alvim
Uriel de Rezende Alvim (Belo Horizonte, 25 de setembro de 1913 - Rio de Janeiro, 15 de fevereiro de 1972) foi um político brasileiro do estado de Minas Gerais. Foi Prefeito de Caldas de 1939 a 1946, deputado estadual em Minas Gerais pelo PSD de 1947 a 1951. Foi também deputado federal por Minas Gerais.